# Championnats de France de triathlon longue distance 2006
Navigation
Édition suivante
Cet article présente les résultats du Championnats de France de triathlon longue distance 2006, qui a eu lieu à Gérardmer le dimanche 9 septembre 2006.

## Championnat de France de triathlon longue distance

### Résultats

#### Hommes
|        | Triathlète        | Temps           |
| ------ | ----------------- | --------------- |
| Or     | Julien Loy        | 6 h 10 min 59 s |
| Argent | Hervé Faure       | 6 h 16 min 26 s |
| Bronze | Gilles Reboul     | 6 h 20 min 52 s |
| 4      | Xavier Le Floch   | 6 h 24 min 50 s |
| 5      | Cyrille Neveu     | 6 h 25 min 56 s |
| 6      | sébastien Berlier | 6 h 26 min 26 s |
| 7      | Charly Loisel     | 6 h 29 min 21 s |

#### Femmes
|        | Triathlète        | Temps           |
| ------ | ----------------- | --------------- |
| Or     | Johanna Daumas    | 7 h 15 min 14 s |
| Argent | Audrey Cléau      | 7 h 25 min 45 s |
| Bronze | Estelle Leroi     | 7 h 35 min 15 s |
| 4      | Estelle Patou     | 7 h 38 min 23 s |
| 5      | Alexandra Louison | 7 h 38 min 53 s |
| 6      | Isabelle Ferrer   | 7 h 41 min 32 s |
| 7      | Virginie Pilat    | 7 h 47 min 30 s |